# Erica Dawson
Erica Dawson (Auckland, 24 de julio de 1994) es una deportista neozelandesa que compite en vela en la clase Nacra 17. Participó en dos Juegos Olímpicos de Verano, en los años 2020 y 2024, obteniendo una medalla de bronce en París 2024, en la clase Nacra 17 (junto con Micah Wilkinson).

## Palmarés internacional
| \| Juegos Olímpicos \| Juegos Olímpicos \| Juegos Olímpicos \| Juegos Olímpicos \| \| Año \| Lugar \| Medalla \| Clase \| \| ---------------- \| ---------------- \| ----------------- \| ---------------- \| \| 2024 \| París (Francia) \| Medalla de bronce \| Nacra 17 \| |                 |                   |          |
| Juegos Olímpicos |                 |                   |          |
| Año | Lugar           | Medalla           | Clase    |
| 2024 | París (Francia) | Medalla de bronce | Nacra 17 |